# Roemeense parlementsverkiezingen 1946
In november 1946 werden er parlementsverkiezingen gehouden in Roemenië. De verkiezingen verliepen niet bijzonder democratisch en werden gewonnen door het door de communisten gedomineerde Nationaal Democratisch Front.

## Voorspel
Tijdens de Tweede Wereldoorlog koos Roemenië onder de leiding van de pro-Duitse Maarschalk, premier Ion Antonescu de kant van de asmogendheden. In de loop van 1944 werden grote delen van Roemenië bezet door het Rode Leger. In juni 1944 werd het Nationaal Democratisch Front (FND) van antifascistische en democratische partijen gevormd, waarvan o.a. de Roemeense Communistische Partij (PRC), de Sociaaldemocratische Partij (PSD), de Nationale Boerenpartij (PNT), de Nationaal-Democratische Partij (PNL) en het door de communisten gecontroleerde door Petru Groza geleide Ploegersfront (FP) lid van waren. Op 23 augustus 1944 pleegde koning Michael I, gesteund door het FND, een staatsgreep en sloot maarschalk Antonescu op in de koninklijke postzegelkluis. Op 27 augustus 1944 werd generaal Constantin Sănătescu, een vertrouweling van de jonge koning, premier. In zijn kabinet nam Sănătescu ook communisten op. Korte tijd later werd Boekarest door het Rode Leger bezet en in december 1944 werd Sănătescu onder druk van de Sovjet-Unie ontslagen (vanwege zijn contacten met de Verenigde Staten) en vervangen door generaal Nicolae Rădescu. Rădescu nam echter al gauw een anticommunistische houding aan en op 24 februari 1945 liet hij militairen door middel van militair geweld burgers verspreiden die op een plein tegen zijn beleid demonstreerden. Later op de avond verklaarde Rădescu dat de communisten schuld hadden aan de demonstratie en noemde hen "weerzinwekkende hyena's" en "vreemdelingen zonder God en vaderland." Om zijn optreden werd Rădescu op 27 februari gedwongen om af te treden. Hij werd vervangen door Petru Groza van het procommunistische Ploegersfront (FP). Groza was geen communist, maar wel pro-Moskou. Hij voerde een landhervorming door en ontnam fascisten hun stemrecht, terwijl het algemeen vrouwenkiesrecht invoerde.

## Verkiezingen
In juli 1946 werd een verkiezingsdatum geprikt. De parlementsverkiezingen zouden worden gehouden op 19 november 1946. Het FND moest de verkiezingen winnen wilden de communisten van Roemenië een volksdemocratie maken. Er was echter ook krachtige oppositie, bestaande uit de Nationale Boerenpartij (PNT) en de Nationaal-Liberale Partij - Brătianu (PNL-B), die in de september 1944 reeds uit het front waren getreden uit onvrede over de groeiende invloed van de communisten binnen het PNF. Maar de communisten waren erin geslaagd een wig te drijven binnen de PNT en de PNL-B, door een aantal politici uit de twee partijen los te weken en zich te doen aansluiten bij het PNF. Onder de boeren en liberalen die uit hun partijen traden en zich bij het front aansloten waren Gheorghe Tătărescu (PNL) en Anton Alexandrescu (PNT).
Op 19 november 1946 vonden de verkiezingen plaats, die niet erg democratisch verliepen. De uitslag, die drie dagen na de verkiezingen werd gepresenteerd, was als volgt:
| Coalitie/partij                              | %     | zetels |
| -------------------------------------------- | ----- | ------ |
| Nationaal Democratisch Front (PNF)           | 73,3% | 147    |
| Hongaarse Volksunie (UPM)                    | 4,7%  | 29     |
| Nationale Boerenpartij (PNT)                 | 12,8% | 33     |
| Nationaal-Liberale Partij - Brătianu (PNL-B) | 3,8%  | 2      |
| Boerenpartij - Democratisch (PT-D)           | 3,2%  | 2      |
| Onafhankelijke Sociaaldemocratische Partij   | 1,0%  | 0      |
| Overigen                                     | 2,1%  | -      |
| Bron: Uitlag                                 |       |        |

De Britten en de Amerikanen dienden protestnota's in, maar die haalden niets uit. Uit protest tegen de uitslag namen de ministers Mihai Romaniceanu (PNL) en Emil Hastieganu ontslag. Op 29 november 1946 presenteerde Groza zijn, nieuwe, tweede kabinet, dat alleen maar uit ministers bestond die waren aangesloten bij een van de partijen van het FND. Hierin was de voltooiing van het het volksdemocratisch proces nog niet klaar, dit gebeurde pas na de parlementsverkiezingen van 28 maart 1948.